# Khuang Aphaiwong

Khuang Aphaiwong

Khuang Aphaiwong (Thai ควง อภัยวงศ์, auch: Kuang Abhayawongse oder Kuang Aphayawong, * 17. Mai 1902 in Battambang; † 15. März 1968) war ein thailändischer Politiker. Er war zwischen 1944 und 1948 vier Mal Premierminister von Thailand und 1946 Gründungsvorsitzender der Demokratischen Partei.

## Leben
Khuang wurde in Battambang, im heutigen Kambodscha, geboren und war der Sohn von Chao Phraya Aphayaphubet (Chum Aphaiwong) (Thai: เจ้าพระยาอภัยภูเบศร์ (ชุ่ม อภัยวงศ์)), dem Gouverneur der Provinz Battambang, die seinerzeit zu Siam gehörte, und Khunying Rod Aphaiwong. Er heiratete später Lekha Kunadilok (Goone-Tilleke), die Tochter des aus Ceylon stammenden Rechtsanwalts William Alfred Tilleke, der Gründer von Tilleke & Gibbins, der ältesten Kanzlei Siams.

## Ausbildung und Karriere

Khuang (rechts) mit Thawan Thamrongnawasawat bei der Gründung des Thailändischen Presseverbands 1941.

Seine Ausbildung erhielt Khuang an der Debsirin-Schule (Thai: โรงเรียนเทพศิรินทร์) und am Assumption College in Bangkok. Er setzte seine Ausbildung in Lyon fort, wo er an der École Centrale de Lyon Ingenieurwissenschaft studierte.
Nach seiner Rückkehr nach Thailand arbeitete er in der Telegraphenabteilung als stellvertretender Chefingenieur. Im Laufe der Zeit übernahm er weitere Aufgaben und wurde schließlich zum Direktor des Telegraphenabteilung ernannt. Der König verlieh ihm den feudalen Ehrennamen Luang Kowit-aphaiwong (หลวงโกวิทอภัยวงศ์).
1932 war er ein Mitglied des zivilen Flügels der „Volkspartei“, die mittels eines Staatsstreichs den Übergang des Landes von der absoluten zur konstitutionellen Monarchie erreichte. Während der Regierungen von Phraya Phahon Phonphayuhasena und Phibunsongkhram (Phibun) wurde er Minister. Während des Französisch-Thailändischen Kriegs 1941 verpflichtete er sich zur Königlichen Garde und erhielt er den Rang eines Majors. In dieser Eigenschaft verkündete er vor Ort den Wiederanschluss der im Französisch-Thailändischen Krieg besetzen Provinzen Battambang und Siem Reap, deren Wiedergewinnung ein zentraler Punkt des siamesischen Irredentismus seit 1907 gewesen war. Sein Vater hatte als Gouverneur dort geherrscht.

## Premierminister und Opposition
Am 1. August 1944 wählte ihn das Parlament zum Premierminister, nachdem es die von Phibun eingebrachten Gesetze über die Erhebung von Petchabun zur Hauptstadt und zur Errichtung des Phutthamonthon-Parks verworfen hatte. Khuang war ein Kompromisskandidat, da er zwischen dem Phibun-Lager und der oppositionellen Seri-Thai-Bewegung stand. Er war in der Lage, sowohl vordergründig mit den Japanern, als auch hinter den Kulissen mit den Alliierten zusammenzuarbeiten. Nach der Niederlage der Japaner und dem Ende ihrer faktischen Besatzung Thailands trat Khuang am 31. August 1945 zurück, um den Weg für eine Regierung der Seri-Thai-Bewegung unter der Führung von Thawi Bunyaket bzw. Seni Pramoj frei zu machen. Sein größter Erfolg war der Friedenszustand zwischen Thailand und den USA sowie Großbritannien. Dies ermöglichte wesentlich verbesserte diplomatische Beziehungen zu den Alliierten.
Khuang war 1946 einer der Gründer der liberal-konservativen Demokratischen Partei Thailands und ihr erster Vorsitzender. Am 6. Januar 1946 gewann die Partei in einem erdrutschartigen Wahlerfolg zahlreiche Stimmen, die Khuang zu einer zweiten Amtszeit verhalfen. Nach zwei Monaten trat er aufgrund eines Konflikts mit dem Parlament wieder zurück.
Nach dem Militärputsch 1947 setzte die Coup-Gruppe Khuang als Ministerpräsident ein. Ihr Anführer Feldmarschall Phibunsongkhram erschien zu der Zeit, nach seiner Parteinahme für die Japaner während des Zweiten Weltkriegs, den Siegermächten noch nicht vermittelbar. Die Coup-Gruppe ließ Khuang jedoch nach dem enttäuschenden Abschneiden der pro-militärischen Partei bei den Wahlen fallen. Sie zwang ihn am 8. April 1948 unter Drohung mit Gewalt zum Rücktritt, um Phibun eine erneute Amtszeit zu ermöglichen.
Khuang Aphaiwong starb am 15. März 1968 im Alter von 66 Jahren.
Siehe auch: Thailändische Adelstitel